# Oluwasegun Makinde
Oluwasegun « Segun » Makinde (né le 6 juillet 1991 à Maiduguri, au Nigeria) est un athlète canadien, spécialiste du sprint et du relais.
Il réside à Ottawa. C'est un Yoruba.
Il est sélectionné dans le relais 4 x 100 m canadien pour les Jeux olympiques à Londres et les championnats du monde à Moscou.
Ses meilleurs temps sont :
- sur 100 m, 10 s 53 à Saint-Laurent en 2010 ;
- sur 200 m, 20 s 71 à Calgary le 30 juin 2012, porté à 20 s 62 à Weinheim le 2 août 2013 ;
- sur 110 m haies (99 cm), 13 s 92 lors des Championnats du monde juniors à Moncton.

Le 2 août 2013, il court le relais en 38 s 61 à Weinheim avec Dontae Richards-Kwok, Justyn Warner et Aaron Brown.